# 肩胛骨間棕色脂肪組織
肩胛骨間棕色脂肪組織（Interscapular Brown Adipose Tissue，簡稱IBAT），俗稱冬眠腺（Hibernating gland）。它其實並不是一種腺體，而是生物學家對於一種位於動物的頭、頸到肩胛之間的部位，主要以多胞性脂肪細胞為組成部份的淋巴腺組織的一種俗稱。這個組織是一種原始脂肪組織（primitive fat organs），分為左、右兩球，主要用來儲存中、小型脂肪滴及發達的細胞小器官，以方便身體透過代謝過程而把脂肪轉化成為能量。
冬眠腺只在囓齒類及食蟻類動物出現，但其他動物及人類亦存有近似的組織，但只在胎兒期出現。
生物學家在1970年代後期發現IBAT在囓齒類動物能夠調節體重及身體的核心溫度，若把實驗鼠的IBAT切除，會令實驗鼠的體重增加。

## 參看
- 脂肪組織